# EuroLeague
Die EuroLeague ist ein unter dem Dach der Euroleague Basketball ausgetragener Wettbewerb für europäische Basketball-Vereinsmannschaften der Männer.
Er bildet im Rahmen des jährlich ausgetragenen Basketball-Europapokals vor dem EuroCup sowie den Wettbewerben der FIBA Europa, der Basketball Champions League und dem FIBA Europe Cup, den in sportlicher Hinsicht bedeutendsten aller Wettbewerbe.
Bei der EuroLeague handelt es sich um eine teilweise geschlossene Liga. Die meisten Teilnehmerplätze werden durch Vereine mit dauerhaftem Teilnahmerecht belegt. Weitere Vereine nehmen durch die Zuteilung einer Wildcard teil.
Der Rekordsieger des Wettbewerbs ist mit fünf Titelgewinnen Panathinaikos Athen, gefolgt von ZSKA Moskau mit vier sowie Maccabi Tel Aviv und Real Madrid mit jeweils drei Titeln. Der größte Erfolg einer deutschen Mannschaft war das Erreichen des Viertelfinals des FC Bayern München in der Saison 2020/21.
Die Liga hieß aus Sponsoringgründen von der Saison 2010/11 bis zum 30. Juni 2025 offiziell Turkish Airlines EuroLeague. Am 1. Juli 2025 gab die Liga das Ende der Partnerschaft bekannt.

## Geschichte

### 2000–2001: Anfänge

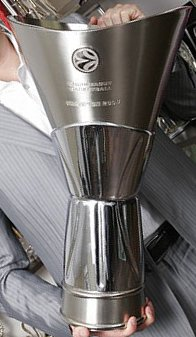
Trophäe der EuroLeague

Seit den späten 1950er Jahren war der wichtigste Basketball-Europapokal für Vereinsmannschaften der FIBA Europapokal der Landesmeister, der im Laufe der Jahrzehnte zunächst in FIBA European Championship und dann in FIBA Euroleague umbenannt wurde.
Im Vorfeld der Saison 2000/01 kam es schließlich zu einer Spaltung innerhalb des europäischen Basketballs. Viele der bedeutendsten und größten Klubs, darunter Real Madrid, FC Barcelona und Olympiakos Piräus schlossen sich unter dem Dach der Union des Ligues Européennes de Basketball (ULEB) zusammen und gründeten ihrerseits die EuroLeague. Die Absicht damit war es, einen eigenen und im Vergleich zum FIBA-Wettbewerb wirtschaftlich moderneren und effizienteren Wettbewerb ins Leben zu rufen.
Die erste EuroLeague-Saison 2000/01 fand mit 24 teilnehmenden Teams statt. Als Titelgewinner ging der italienische Klub Kinder Bologna (Virtus Bologna) hervor, welches im Finale TAU Ceramica (heute bekannt als Bitci Baskonia) aus Spanien schlug. Dieses Endspiel fand noch im „Best-of-Five“ statt. Zum ersten Finals-MVP wurde der spätere NBA-Gewinner Manu Ginóbili gewählt.
Die erste Saison der EuroLeague hatte zur Folge, dass der bis dahin ausgetragene Wettbewerb FIBA Europapokal der Landesmeister stark an Bedeutung verlor und schließlich nach dieser Saison – in welcher er unter dem Namen Suproleague durchgeführt wurde – komplett eingestellt wurde.

### 2001–2005: Maccabis Doppeltriumph
In der Saison 2001/02 wurde die EuroLeague auf 32 Vereine aufgestockt und es stießen weitere Topvereine dazu, welche die EuroLeague fortan mitprägen sollten. Zu nennen sind hier Panathinaikos Athen, ZSKA Moskau, Fenerbahçe Istanbul und Maccabi Tel Aviv. Sieger wurde Panathinaikos Athen, die im Finale den Vorjahressieger aus Bologna schlugen. Das Finale wurde in einem Spiel im Rahmen eines Final-Four-Turniers ausgetragen, was seither der Modus der Finalrunde geblieben ist.
Da innerhalb der Liga ein großes Leistungsgefälle zu beklagen war, entschlossen sich die Verantwortlichen, in der Folgesaison die Zahl der Mannschaften wieder zu reduzieren. So starteten in die Saison 2002/03 lediglich 24 Teams in die neue Saison, welche in drei Achtergruppen unterteilt wurden. Das siegreiche Team war in dieser Spielzeit der FC Barcelona.
In den beiden Folgejsaisons 2003/04 und 2004/05 konnte sich Maccabi Tel Aviv die begehrteste europäische Basketballtrophäe sichern. Mit 44 Punkten Unterschied war der Sieg der Israelis 2003/04 gegen Skipper Bologna der mit Abstand deutlichste Finalerfolg in der Geschichte des Wettbewerbs. Bemerkenswert ist, dass es in den ersten vier Spielzeiten der EuroLeague immer eine italienische Mannschaft ins Finale schaffte, seitdem jedoch bis heute keine mehr.

### 2005–2015: Griechische und Moskauer Dominanz

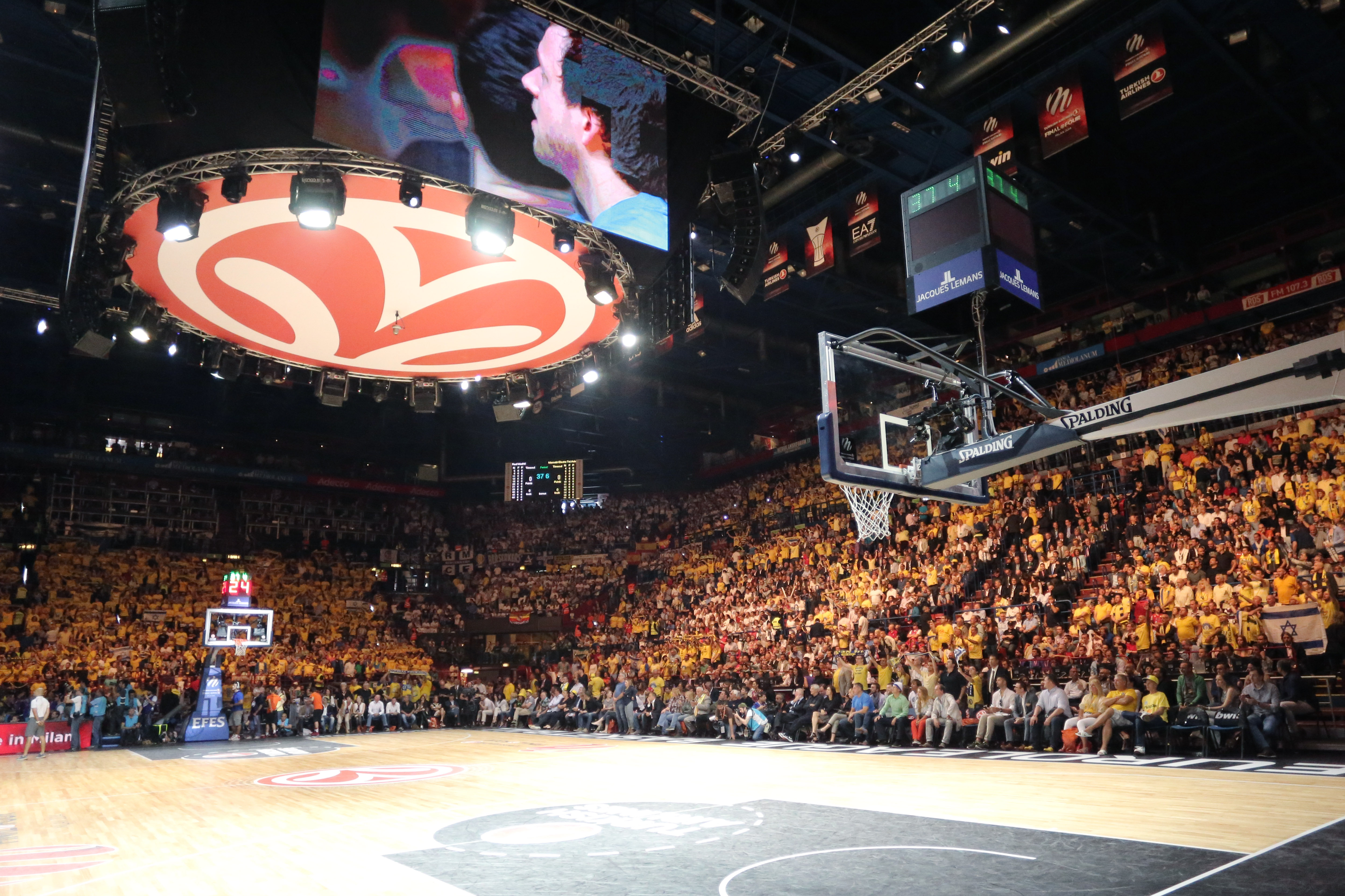
Finale 2014

Die folgende Spielzeit 2005/06 endete mit dem ersten Titelgewinn von ZSKA Moskau, welches sich im Finale gegen den Sieger der beiden Jahre zuvor, Maccabi Tel Aviv, durchsetzen konnte. Auch in den nächsten drei Jahren erreichten die Moskauer das Finale, gewannen aber nur eines davon, nämlich jenes 2007/08 erneut gegen Maccabi. Die beiden Finalduelle der Russen 2006/07 und 2008/09 gegen Panathinaikos Athen entschieden jeweils die Griechen für sich. Der FC Barcelona unterbrach die Rivalität zwischen ZSKA und Panathinaikos in der Saison 2009/10 und gewann durch den Finalsieg gegen Olympiakos Piräus zum zweiten Mal die EuroLeague.
Die ersten drei Jahre der 2010er Jahre waren von der Dominanz der griechischen Teams geprägt. Neben Panathinaikos, welches bereits in den Jahren zuvor erfolgreich war und in der Saison 2010/11 den vierten Titelgewinn erreichte, trug sich auch Olympiakos Piräus – gleich zweifach in Folge – in die Gewinnerliste ein. 2011/12 bezwang Olympiakos ZSKA Moskau und 2012/13 Real Madrid. Vasilios Spanoulis wurde in letztgenanntem Endspiel zum dritten Mal zum Finals MVP gewählt, was einen Rekordwert darstellt. Für Olympiakos sollte es der bis heute letzte Titelgewinn bleiben, wobei Olympiakos noch zweimal das Finale erreichte.
Maccabi Tel Aviv errang in der Saison 2013/14 durch einen Finalsieg gegen Real Madrid seinen dritten Titel. Für die Madrilenen war es die zweite Finalniederlage in Folge. In der Folgespielzeit 2014/15 gelang Real dann schließlich der erste Gewinn der EuroLeague durch einen klaren Sieg im Endspiel gegen Olympiakos Piräus.

### 2015–2025: Türkische Dauerpräsenz im Finale

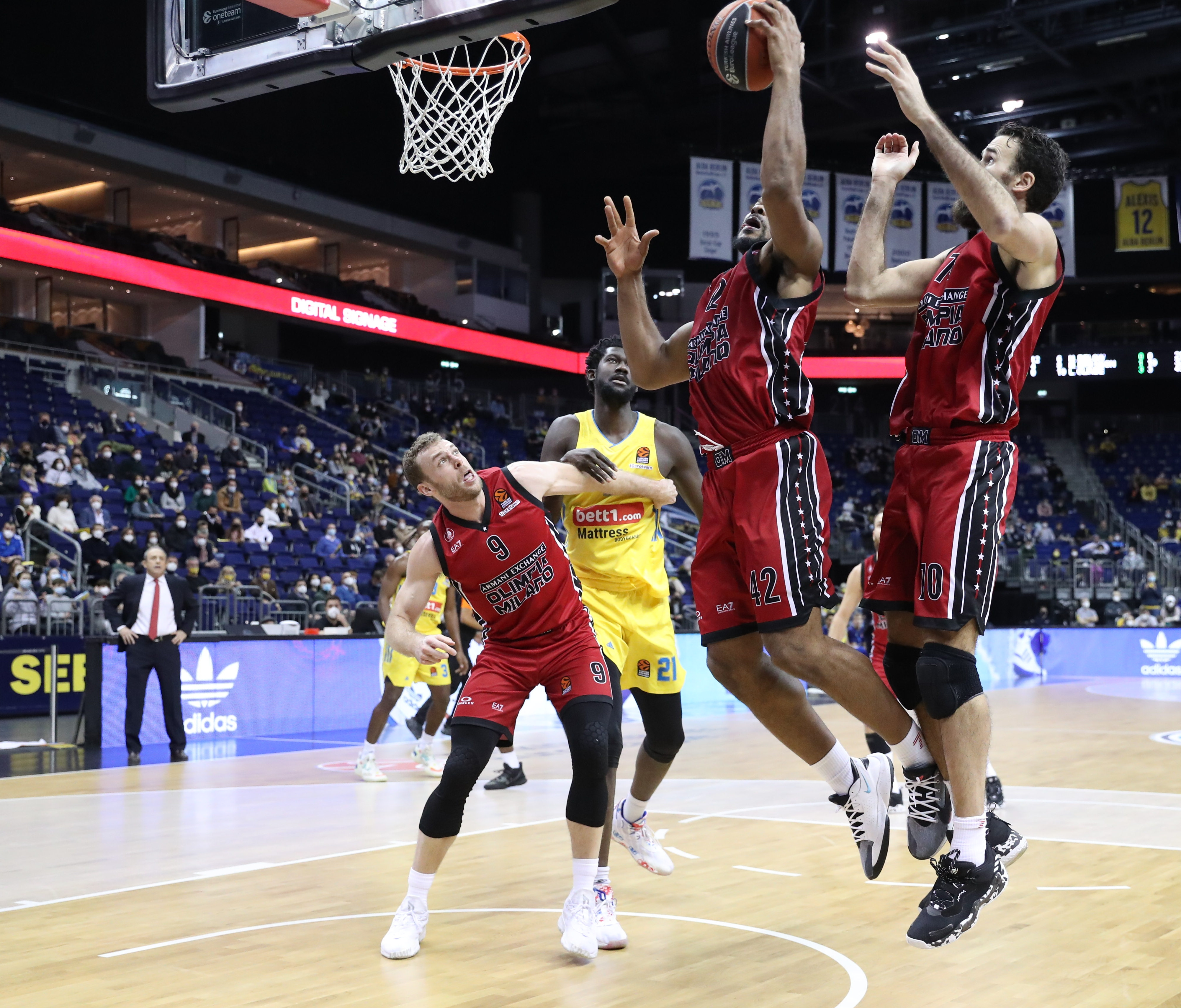
Szene aus der Partie Alba Berlin gegen AX Armani Milano (Saison 2021/22)

In der Saison 2015/16 gewann ZSKA Moskau den Wettbewerb. Im Finale bezwangen die Moskauer Fenerbahçe Istanbul, was eine fünfjährige Dauerpräsenz türkischer Mannschaften im Endspiel einläutete.
Zur Spielzeit 2016/17 wurde die Liga umfangreich reformiert: Die Zahl der teilnehmenden Vereine wurde von 24 auf 16 reduziert, was den Anteil der Vereine ohne dauerhafte Teilnahmeberechtigung (A-Lizenz) deutlich senkte, die Leistungsdichte aber verengte. Ferner wurde die Gruppenphase auf den Modus einer typischen Liga, in der jede Mannschaft gegen jede andere je zweimal antritt, umgestellt. Diese Saison endete mit dem ersten Titelgewinn einer türkischen Mannschaft, nämlich dem Vorjahresfinalisten Fenerbahçe Istanbul.
In der darauffolgenden Saison 2017/18 verlor Fenerbahçe dann im Finale gegen Real Madrid, die ihren zweiten Titel gewannen. Ein Jahr später, in der Spielzeit 2018/19 sicherte sich ZSKA Moskau den vierten Titelgewinn, womit die Moskauer gemeinsam mit Panathinaikos Rekordgewinner der EuroLeague sind.
Zur Saison 2019/20 wurde Die Teilnehmerzahl auf 18 erhöht, der Modus aber beibehalten. Mitte Mai 2020 wurde die im März des Jahres wegen der COVID-19-Pandemie unterbrochene Spielzeit endgültig abgebrochen. Bis zum Zeitpunkt des Abbruchs führte der Vorjahresfinalist Anadolu Efes Istanbul die Hauptrundentabelle an, gefolgt von Real Madrid und dem FC Barcelona.
In der folgenden Saison 2020/21, welche hauptsächlich mit Geisterspielen absolviert wurde, gewann Anadolu Efes dann durch einen Finalsieg gegen den FC Barcelona zum ersten Mal die EuroLeague. In dieser Saison erreichte der FC Bayern München als erste deutsche Mannschaft das Viertelfinale.
In der Saison 2021/22 konnte Anadolu Efes Istanbul den Titel verteidigen.

### Seit 2025: Erweiterung über die Grenzen Europas auf 20 Teilnehmer
Am 29. Mai 2025 genehmigte der Vorstand den Vorschlag die Liga ab der Saison 2025/26 auf 20 Mannschaften zu erweitern. Dieser Vorschlag wurde der Generalversammlung zur endgültigen Genehmigung vorgelegt. Am 19. Juni 2025 gab die Versammlung der Syndicated Shareholders der Euroleague Commercial Assets (ECA) die Teilnehmerliste der Saison 2025/26 bekannt. Dabei ist auch Dubai Basketball aus den Vereinigten Arabischen Emiraten.

## Teilnehmer
| Madrid |

| Barcelona |

| Vitoria-Gasteiz |

| München |

| Valencia |

| Athen |

| Piräus |

| Istanbul |

| Villeurbanne |

| Paris |

| Monaco |

| Mailand |

| Bologna |

| Kaunas |

| Belgrad |

| Dubai |

| Tel Aviv |

| Athen |

| Piräus |

| Istanbul |

### Vereine
Da die EuroLeague eine Art „halbgeschlossene“ Liga ist, können sich die Teilnehmer zwar von Jahr zu Jahr ändern, aber fest vergebene Startplätze an Verbände oder sogar einzelne Mannschaften verhindern eine größere Fluktuation. Bei der Vergabe der Startplätze operiert die EuroLeague mit A- und B-Lizenzen sowie mit Wildcards.
Die Kriterien für eine Lizenz sind sportlicher Erfolg national und international, die Größe der zur Verfügung stehenden Sporthalle sowie die mediale Präsenz des Clubs.

#### Inhaber A-Lizenz
Derzeit sind 13 Vereine Anteilseigner der EuroLeague und haben ein dauerhaftes Teilnahmerecht mit der A-Lizenz.
| - FC Barcelona - Real Madrid - Cazoo Baskonia Vitoria-Gasteiz - Olympiakos Piräus - Panathinaikos Aktor Athen - Anadolu Efes Istanbul - Fenerbahçe Beko Istanbul | - FC Bayern München - LDLC ASVEL Villeurbanne - Maccabi Playtika Tel Aviv - EA7 Emporio Armani Milano - Žalgiris Kaunas - ZSKA Moskau (Aufgrund des Russisch-Ukrainischen Krieges sind russische Vereine seit der Saison 2022/23 ausgeschlossen) |

Am 18. Juni 2021 erhielten der FC Bayern München und der LDLC ASVEL Villeurbanne auf einem Treffen der Anteilseigner der EuroLeague Basketball in Barcelona die A-Lizenz. Der FC Bayern ist damit die erste deutsche Mannschaft als fester Teilnehmer der EuroLeague.
Mit dem FC Barcelona, Cazoo Baskonia Vitoria-Gasteiz, Žalgiris Kaunas und Olympiakos Piräus gibt es vier Mannschaften, die seit 2000 jedes Jahr in der EuroLeague vertreten sind und keine Saison verpasst haben.

#### Wildcards
Fünf weitere Vereine erhielten vor der Saison 2025/26 eine Wildcard.
- Dubai Basketball (für fünf Jahre bis zur Saison 2029/30)
- Valencia Basket (für drei Jahre bis zur Saison 2027/28)
- Crvena zvezda Meridianbet Belgrad (für drei Jahre bis zur Saison 2027/28)
- Partizan Mozzart Bet Belgrad (für drei Jahre bis zur Saison 2027/28)
- Virtus Segafredo Bologna (für drei Jahre bis zur Saison 2027/28)

Qualifiziert durch den EuroCup
- AS Monaco (EC)
- Hapoel IBI Tel Aviv (EC)

### Nationen
Nach der Erweiterung zur Saison 2025/26 von 18 auf 20 Startplätze wurden die  wie folgt an die Nationen vergeben.
| Nation                       | Vereine |
| ---------------------------- | ------- |
| Spanien                      | 4       |
| Frankreich                   | 3       |
| Griechenland                 | 2       |
| Italien                      | 2       |
| Israel                       | 2       |
| Serbien                      | 2       |
| Türkei                       | 2       |
| Deutschland                  | 1       |
| Litauen                      | 1       |
| Vereinigte Arabische Emirate | 1       |

## Spielmodus
Der aktuelle Spielmodus sieht den Wettbewerb in drei Phasen unterteilt.
- Gruppenphase – Reguläre Saison: In dieser ersten Phase treten die 20 Mannschaften in insgesamt 38 Hin- und Rückspielen gegeneinander an. Für die nächste Runde qualifizieren sich die sechs besten Clubs der Tabelle.
- Play-ins: Um die letzten zwei Plätze wird im Page-Playoff-System gespielt. Der Siebte und der Achte treten in einem Spiel gegeneinander an. Der Sieger zieht ebenfalls in die K.o.-Runde ein. Der Neunte und der Zehnte treten ebenfalls in einer Partie gegeneinander an. Der Sieger dieses Spiels tritt in einer weiteren Begegnung gegen den Verlierer des Spiels Siebter gegen Achter um den achten und letzten Play-off-Platz an. Die Mannschaft mit der besseren Bilanz in der Hauptrunde hat in jedem Spiel das Heimrecht.
- Play-offs: In einem Modus „Best-of-Five“ treten die verbliebenen acht Teams in vier Mannschaftsbegegnungen gegeneinander an. Die Gruppenersten aus der zweiten Phase genießen dabei bei einem eventuell benötigten fünften Entscheidungsspiel Heimrecht. Die vier Mannschaften, welche diese Duelle für sich entscheiden können, qualifizieren sich für das Final Four.
- Final Four: In einem Turnier, das innerhalb eines Wochenendes stattfindet, treten je zwei Mannschaften in Halbfinals im Modus „Best-of-Three“ gegeneinander an und spielen in einem einzigen Ausscheidungsspiel den Sieger aus. Diese Sieger qualifizieren sich für das Finale aus dem der Gewinner der EuroLeague hervorgeht. Zur Saison 2025/26 wurde das Spiel um Platz 3 abgeschafft.[9]

## Alle Endspiele
- 2001 wurde noch kein Final-Four-Turnier ausgetragen. Die Entscheidung fiel in einer „Best of Five“-Serie.

| Saison  | Austragungsort                                                | Sieger                                       | Finalist                                     | Ergebnis                                     | Finals-MVP                                   |
| ------- | ------------------------------------------------------------- | -------------------------------------------- | -------------------------------------------- | -------------------------------------------- | -------------------------------------------- |
| 2000/01 | Bologna (PalaMalaguti) Vitoria-Gasteiz (Fernando Buesa Arena) | Kinder Bologna                               | TAU Cerámica                                 | 65:78, 94:73, 80:60 79:96, 82:74             | Manu Ginóbili                                |
| 2001/02 | Bologna (PalaMalaguti)                                        | Panathinaikos Athen                          | Kinder Bologna                               | 89:83                                        | Dejan Bodiroga                               |
| 2002/03 | Barcelona (Palau Sant Jordi)                                  | FC Barcelona                                 | Benetton Treviso                             | 76:65                                        | Dejan Bodiroga                               |
| 2003/04 | Tel Aviv (Nokia Arena)                                        | Maccabi Tel Aviv                             | Skipper Bologna                              | 118:740                                      | Anthony Parker                               |
| 2004/05 | Moskau (Olimpijski)                                           | Maccabi Tel Aviv                             | TAU Cerámica                                 | 90:78                                        | Šarūnas Jasikevičius                         |
| 2005/06 | Prag (O2 Arena)                                               | ZSKA Moskau                                  | Maccabi Tel Aviv                             | 73:69                                        | Theodoros Papaloukas                         |
| 2006/07 | Athen (OAKA Olympic Indoor Hall)                              | Panathinaikos Athen                          | ZSKA Moskau                                  | 93:91                                        | Dimitrios Diamantidis                        |
| 2007/08 | Madrid (Palacio de Deportes)                                  | ZSKA Moskau                                  | Maccabi Tel Aviv                             | 91:77                                        | Trajan Langdon                               |
| 2008/09 | Berlin (Mercedes-Benz Arena)                                  | Panathinaikos Athen                          | ZSKA Moskau                                  | 73:71                                        | Vasilios Spanoulis                           |
| 2009/10 | Paris (Palais Omnisports)                                     | FC Barcelona                                 | Olympiakos Piräus                            | 86:68                                        | Juan Carlos Navarro                          |
| 2010/11 | Barcelona (Palau Sant Jordi)                                  | Panathinaikos Athen                          | Maccabi Tel Aviv                             | 78:70                                        | Dimitrios Diamantidis                        |
| 2011/12 | Istanbul (Sinan Erdem Dome)                                   | Olympiakos Piräus                            | ZSKA Moskau                                  | 62:61                                        | Vasilios Spanoulis                           |
| 2012/13 | London (The O2 Arena)                                         | Olympiakos Piräus                            | Real Madrid                                  | 100:880                                      | Vasilios Spanoulis                           |
| 2013/14 | Mailand (Mediolanum Forum)                                    | Maccabi Tel Aviv                             | Real Madrid                                  | 98:86 n. V.                                  | / Tyrese Rice                                |
| 2014/15 | Madrid (WiZink Center)                                        | Real Madrid                                  | Olympiakos Piräus                            | 78:59                                        | Andrés Nocioni                               |
| 2015/16 | Berlin (Mercedes-Benz Arena)                                  | ZSKA Moskau                                  | Fenerbahçe Istanbul                          | 101:96 n. V.0                                | Nando de Colo                                |
| 2016/17 | Istanbul (Sinan Erdem Dome)                                   | Fenerbahçe Istanbul                          | Olympiakos Piräus                            | 80:64                                        | / Ekpe Udoh                                  |
| 2017/18 | Belgrad (Štark-Arena)                                         | Real Madrid                                  | Fenerbahçe Istanbul                          | 85:80                                        | Luka Dončić                                  |
| 2018/19 | Vitoria-Gasteiz (Fernando Buesa Arena)                        | ZSKA Moskau                                  | Anadolu Efes Istanbul                        | 91:83                                        | Will Clyburn                                 |
| 2019/20 | Saisonabbruch aufgrund der COVID-19-Pandemie                  | Saisonabbruch aufgrund der COVID-19-Pandemie | Saisonabbruch aufgrund der COVID-19-Pandemie | Saisonabbruch aufgrund der COVID-19-Pandemie | Saisonabbruch aufgrund der COVID-19-Pandemie |
| 2020/21 | Köln (Lanxess Arena)                                          | Anadolu Efes Istanbul                        | FC Barcelona                                 | 86:81                                        | Vasilije Micić                               |
| 2021/22 | Belgrad (Štark-Arena)                                         | Anadolu Efes Istanbul                        | Real Madrid                                  | 58:57                                        | Vasilije Micić                               |
| 2022/23 | Kaunas (Žalgirio Arena)                                       | Real Madrid                                  | Olympiakos Piräus                            | 79:78                                        | Walter Tavares                               |
| 2023/24 | Berlin (Uber Arena)                                           | Panathinaikos Athen                          | Real Madrid                                  | 95:80                                        | Kostas Sloukas                               |
| 2024/25 | Abu Dhabi (Etihad Arena)                                      | Fenerbahçe Istanbul                          | AS Monaco                                    | 81:70                                        | Nigel Hayes-Davis                            |

## Statistiken und Auszeichnungen

### Titelgewinner und Finalisten

#### Vereine
| Platz | Verein                | Siege | Zweiter |
| ----- | --------------------- | ----- | ------- |
| 1.    | Panathinaikos Athen   | 5     | 0       |
| 2.    | ZSKA Moskau           | 4     | 3       |
| 3.    | Real Madrid           | 3     | 4       |
| 4.    | Maccabi Tel Aviv      | 3     | 3       |
| 5.    | Olympiakos Piräus     | 2     | 4       |
| 6.    | Fenerbahçe Istanbul   | 2     | 2       |
| 7.    | FC Barcelona          | 2     | 1       |
| 7.    | Anadolu Efes Istanbul | 2     | 1       |
| 9.    | Kinder Bologna        | 1     | 1       |
| 10.   | TAU Cerámica          | —     | 2       |
| 11.   | Skipper Bologna       | —     | 1       |
| 11.   | Benetton Treviso      | —     | 1       |

#### Nationen
| Platz | Nation       | Siege | Zweiter |
| ----- | ------------ | ----- | ------- |
| 1.    | Griechenland | 7     | 4       |
| 2.    | Spanien      | 5     | 7       |
| 3.    | Türkei       | 4     | 3       |
| 3.    | Russland     | 4     | 3       |
| 5.    | Israel       | 3     | 3       |
| 6.    | Italien      | 1     | 3       |

#### Trainer

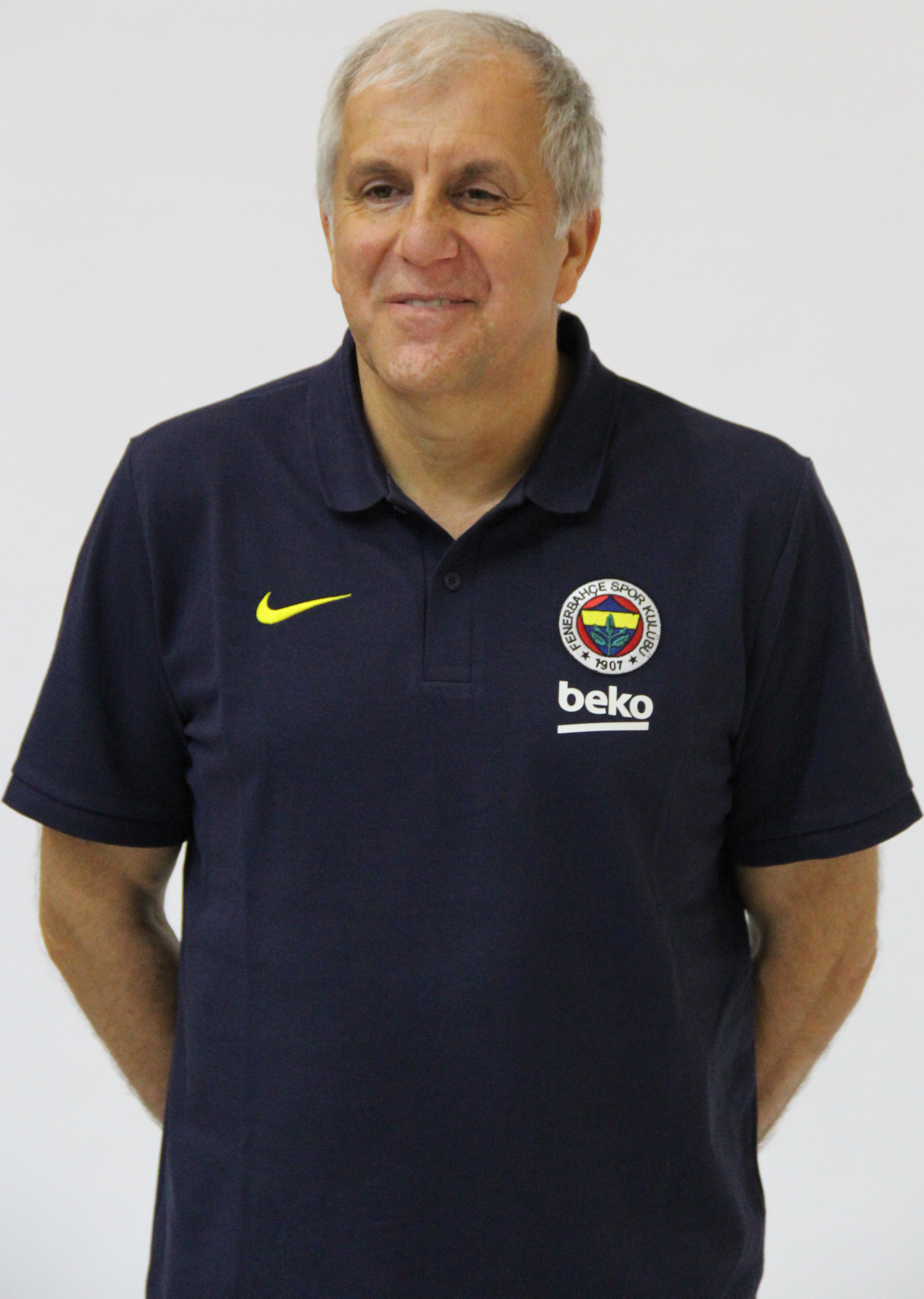
Željko Obradović (2019)

| Rang | Trainer              | Verein(e)                                   | Siege | Zweiter |
| ---- | -------------------- | ------------------------------------------- | ----- | ------- |
| 1.   | Željko Obradović     | Panathinaikos Athen Fenerbahçe Istanbul     | 5     | 2       |
| 2.   | Ettore Messina       | Virtus Bologna Benetton Treviso ZSKA Moskau | 3     | 4       |
| 3.   | Ergin Ataman         | Anadolu Efes Panathinaikos Athen            | 3     | 1       |
| 4.   | Pablo Laso           | Real Madrid                                 | 2     | 4       |
| 5.   | Pini Gershon         | Maccabi Tel Aviv                            | 2     | —       |
| 5.   | Dimitrios Itoudis    | ZSKA Moskau                                 | 2     | —       |
| 7.   | Georgios Bartzokas   | Olympiakos Piräus                           | 1     | 1       |
| 7.   | / David Blatt        | Maccabi Tel Aviv                            | 1     | 1       |
| 9.   | Dušan Ivković        | Olympiakos Piräus                           | 1     | —       |
| 9.   | Chus Mateo           | Real Madrid                                 | 1     | —       |
| 9.   | Svetislav Pešić      | FC Barcelona                                | 1     | —       |
| 9.   | Xavier Pascual Vives | FC Barcelona                                | 1     | —       |
| 9.   | Šarūnas Jasikevičius | Fenerbahçe Istanbul                         | 1     | ---     |

### Teilnahmen am Final Four

#### Vereine
- 2001/02 wurde der dritte Platz nicht ausgespielt.

| Platz | Verein                     | Teilnahmen | Sieger | Zweiter | Dritter | Vierter |
| ----- | -------------------------- | ---------- | ------ | ------- | ------- | ------- |
| 1.    | ZSKA Moskau                | 170        | 4      | 3       | 5       | 5       |
| 2.    | FC Barcelona               | 100        | 2      | 1       | 4       | 3       |
| 3.    | Real Madrid                | 9          | 3      | 3       | 1       | 2       |
| 4.    | Olympiakos Piräus          | 8          | 2      | 4       | —       | 2       |
| 5.    | Maccabi Tel Aviv           | 7          | 3      | 3       | 1       | —       |
| 6.    | Panathinaikos Athen        | 7          | 5      | —       | 1       | 1       |
| 7.    | Fenerbahçe Istanbul        | 7          | 2      | 2       | —       | 3       |
| 8.    | TAU Cerámica               | 5          | —      | 1       | 1       | 3       |
| 9.    | Montepaschi Siena          | 4          | —      | —       | 3       | 1       |
| 10.   | Anadolu Efes Istanbul      | 3          | 2      | 1       | —       | —       |
| 11.   | Benetton Treviso           | 2          | —      | 1       | 1       | —       |
| 12.   | Kinder Bologna             | 1          | —      | 1       | —       | —       |
| 12.   | Skipper Bologna            | 1          | —      | 1       | —       | —       |
| 14.   | Unicaja Málaga             | 1          | —      | —       | 1       | —       |
| 14.   | Lokomotive Kuban Krasnodar | 1          | —      | —       | 1       | —       |
| 14.   | Žalgiris Kaunas            | 1          | —      | —       | 1       | —       |
| 14.   | AX Armani Milano           | 1          | —      | —       | 1       | —       |
| 14.   | AS Monaco                  | 1          | —      | —       | 1       | —       |
| 19.   | KK Partizan Belgrad        | 1          | —      | —       | —       | 1       |

#### Nationen
| Platz | Nation       | Teilnahmen | Siege | Zweiter | Dritter | Vierter |
| ----- | ------------ | ---------- | ----- | ------- | ------- | ------- |
| 1.    | Spanien      | 250        | 5     | 5       | 7       | 8       |
| 2.    | Russland     | 180        | 4     | 3       | 6       | 5       |
| 3.    | Griechenland | 150        | 7     | 4       | 1       | 3       |
| 4     | Türkei       | 10         | 4     | 3       | -       | 3       |
| 5     | Italien      | 9          | —     | 3       | 5       | 1       |
| 6.    | Israel       | 7          | 3     | 3       | 1       | —       |
| 7.    | Frankreich   | 1          | —     | —       | 1       | —       |
| 7.    | Litauen      | 1          | —     | —       | 1       | —       |
| 9.    | Serbien      | 1          | —     | —       | —       | 1       |

### Auszeichnungen

#### All-25 EuroLeague Team
Zur 25. Saison der EuroLeague (2024/25) wurden die 25 besten Spieler der Ligageschichte gewählt. Gewählt wurden die Spieler von den Cheftrainern der EuroLeague, die bereits eine Meisterschaft gewonnen haben, ehemalige All-Decade-Team-Mitglieder und MVPs sowie Medienvertreter und Fans. Die Trainer und Spieler machten jeweils 40 Prozent der Stimmen aus, die Medien und Fans jeweils 10 Prozent. Die 25 Spieler wurden im Rahmen des Final Four in der Etihad Arena in Abu Dhabi geehrt.
| Spieler               | Position | Aktueller bzw. letzter Verein     | Geburtstag    | Karriereende |
| --------------------- | -------- | --------------------------------- | ------------- | ------------ |
| Luka Dončić           | PF       | Los Angeles Lakers                | 28. Feb. 1999 | –            |
| Miloš Teodosić        | PG/SG    | Crvena zvezda Meridianbet Belgrad | 19. Mär. 1987 | 2025         |
| Dejan Bodiroga        | SF/SG    | Lottomatica Rom                   | 2. Mär. 1973  | 2007         |
| Georgios Printezis    | PF       | Olympiakos Piräus                 | 22. Feb. 1985 | 2022         |
| Walter Tavares        | C        | Real Madrid                       | 22. Mär. 1992 | –            |
| Dimitrios Diamantidis | PG       | Panathinaikos Athen               | 6. Mai 1980   | 2016         |
| Mike James            | PG       | AS Monaco                         | 18. Aug. 1990 | –            |
| Vasilije Micić        | PG/SG    | Phoenix Suns                      | 13. Jan. 1994 | –            |
| Anthony Parker        | SG/SF    | Cleveland Cavaliers               | 19. Juni 1975 | 2012         |
| Sergio Rodríguez      | PG       | Real Madrid                       | 12. Juni 1986 | 2024         |
| Nando de Colo         | SG/PG    | LDLC ASVEL Villeurbanne           | 23. Juni 1987 | –            |
| Sergio Llull          | PG/SG    | Real Madrid                       | 15. Nov. 1987 | –            |
| Ramūnas Šiškauskas    | SF/SG    | ZSKA Moskau                       | 10. Sep. 1978 | 2012         |
| Vasilios Spanoulis    | PG/SG    | Olympiakos Piräus                 | 7. Aug. 1982  | 2021         |
| Nikola Vujčić         | C        | KK Split                          | 14. Juni 1978 | 2013         |
| Mike Batiste          | PF/C     | Panathinaikos Athen               | 21. Nov. 1977 | 2014         |
| Bogdan Bogdanović     | SG/SF    | Los Angeles Clippers              | 18. Aug. 1992 | –            |
| Kyle Hines            | C/PF     | EA7 Emporio Armani Milano         | 2. Sep. 1986  | 2024         |
| Juan Carlos Navarro   | SG       | FC Barcelona                      | 13. Juni 1980 | 2018         |
| Thodoris Papaloukas   | PG       | ZSKA Moskau                       | 8. Mai 1977   | 2013         |
| Shane Larkin          | PG       | Anadolu Efes SK Istanbul          | 2. Okt. 1992  | –            |
| Manu Ginóbili         | SG       | San Antonio Spurs                 | 28. Juli 1977 | 2018         |
| Rudy Fernández        | SG/SF    | Real Madrid                       | 4. Apr. 1985  | 2024         |
| Kostas Sloukas        | PG/SG    | Panathinaikos Aktor Athen         | 15. Jan. 1990 | –            |
| Šarūnas Jasikevičius  | PG       | Žalgiris Kaunas                   | 5. März 1976  | 2014         |

#### Most Valuable Player
Der EuroLeague Most Valuable Player (MVP) wird seit der Saison 2004/05 ausgezeichnet.

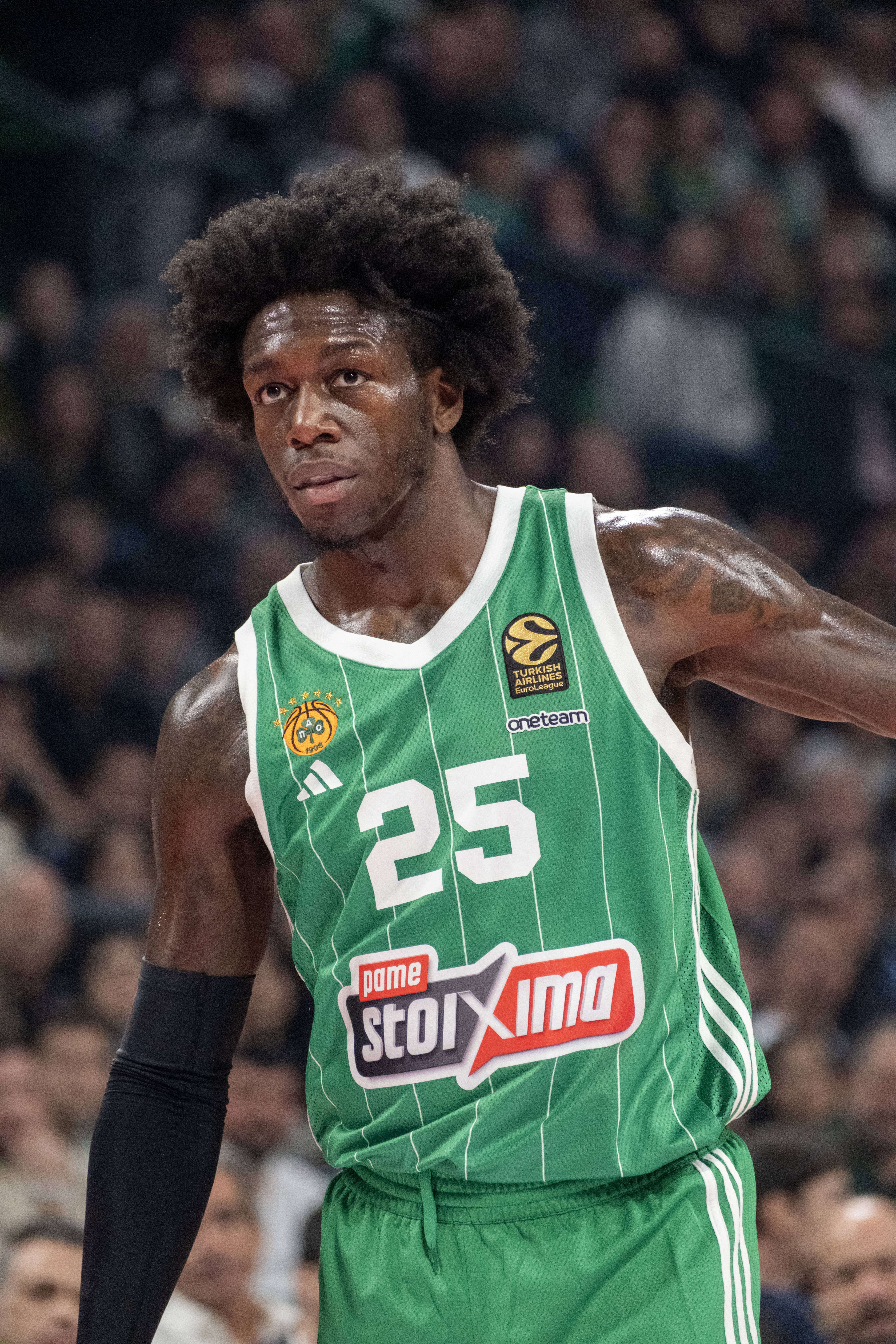
Kendrick Nunn, MVP der aktuellen Saison

| Saison  | Spieler               | Verein                |
| ------- | --------------------- | --------------------- |
| 2004/05 | Anthony Parker        | Maccabi Tel Aviv      |
| 2005/06 | Anthony Parker        | Maccabi Tel Aviv      |
| 2006/07 | Theodoros Papaloukas  | ZSKA Moskau           |
| 2007/08 | Ramūnas Šiškauskas    | ZSKA Moskau           |
| 2008/09 | Juan Carlos Navarro   | FC Barcelona          |
| 2009/10 | Miloš Teodosić        | Olympiakos Piräus     |
| 2010/11 | Dimitrios Diamantidis | Panathinaikos Athen   |
| 2011/12 | Andrei Kirilenko      | ZSKA Moskau           |
| 2012/13 | Vasilios Spanoulis    | Olympiakos Piräus     |
| 2013/14 | Sergio Rodríguez      | Real Madrid           |
| 2014/15 | Nemanja Bjelica       | Fenerbahçe Istanbul   |
| 2015/16 | Nando de Colo         | ZSKA Moskau           |
| 2016/17 | Sergio Llull          | Real Madrid           |
| 2017/18 | Luka Dončić           | Real Madrid           |
| 2018/19 | Jan Veselý            | Fenerbahçe Istanbul   |
| 2019/20 | Saison abgebrochen    |                       |
| 2020/21 | Vasilije Micić        | Anadolu Efes Istanbul |
| 2021/22 | Nikola Mirotić        | FC Barcelona          |
| 2022/23 | Aleksandar Vezenkov   | Olympiakos Piräus     |
| 2023/24 | Mike James            | AS Monaco             |
| 2024/25 | Kendrick Nunn         | Panathinaikos Athen   |

#### All EuroLeague First Team
- 5 Berufungen:  Juan Carlos Navarro
- 4 Berufungen:  Dimitrios Diamantidis
- 3 Berufungen:  Dejan Bodiroga,  Nando de Colo,  Vasilios Spanoulis,  Miloš Teodosić,  Jan Veselý,  Nikola Vujčić
- 2 Berufungen:  Ioannis Bourousis,  Nick Calathes,  Tyus Edney,  Rudy Fernández,  Alphonso Ford,  Šarūnas Jasikevičius,  Nenad Krstić,  Trajan Langdon,  Terrell McIntyre,  Nikola Mirotić,  Anthony Parker,  Luis Scola,  Walter Tavares,  Dejan Tomašević,  Ante Tomić

#### Alphonso Ford Top Scorer Trophy
- 3 Auszeichnungen:  Igor Rakočević
- 2 Auszeichnungen:  Keith Langford,  Alexei Schwed

#### Bester Verteidiger
- 6 Auszeichnungen:  Dimitrios Diamantidis
- 3 Auszeichnungen:  Kyle Hines
- 2 Auszeichnungen:  Bryant Dunston,  Walter Tavares

#### Rising Star
- 2 Auszeichnungen:  Bogdan Bogdanović,  Luka Dončić,  Nikola Mirotić

#### Alexander Gomelsky Coach of the Year
- 3 Auszeichnungen:  Željko Obradović
- 2 Auszeichnungen:  Georgios Bartzokas,  Dimitrios Itoudis,  Pablo Laso,  Ettore Messina

#### MVP des Monats
- 7 Auszeichnungen:  Nikola Mirotić
- 3 Auszeichnungen:  Nando de Colo,  Mike James,  /  Shane Larkin,  Juan Carlos Navarro,  Vasilios Spanoulis,  Ante Tomić,  Jan Veselý
- 2 Auszeichnungen:  Marcus Brown,  Nick Calathes,  Dimitrios Diamantidis,  Nenad Krstić,  Sergio Llull,  Erazem Lorbek,  Arvydas Macijauskas,  Nicolò Melli,  Ramūnas Šiškauskas,  Devin Smith,  Walter Tavares,  Miloš Teodosić,  /  Alex Tyus

### Höchstwerte

#### Spieler
Meiste Titelgewinne:
- 4 Titel:  Kyle Hines,  Šarūnas Jasikevičius,   Kostas Sloukas

Meiste Punkte in einem Spiel:

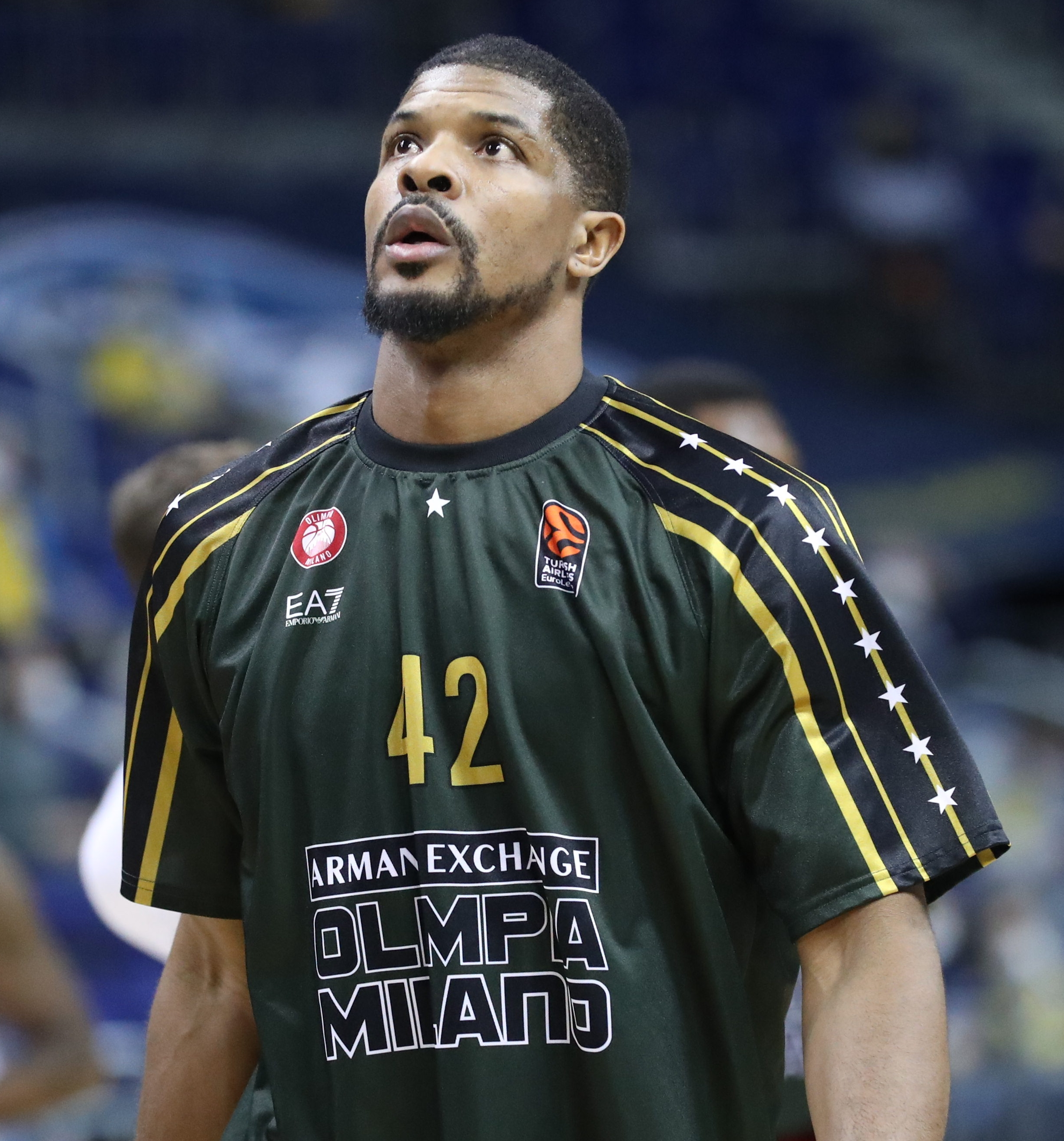
Kyle Hines (2021)

- Nigel Hayes-Davis (Fenerbahçe Beko Istanbul): 50 Punkte gegen Alba Berlin (Saison 2023/24)

Meiste Assists in einem Spiel:
- Stefan Jović (KK Roter Stern Belgrad): 19 Assists gegen FC Bayern München (Saison 2015/16)
- Facundo Campazzo (Real Madrid): 19 Assists gegen Alba Berlin (Saison 2019/20)

Meiste Rebounds in einem Spiel:
- Antonios Fotsis (MBK Dynamo Moskau): 24 Rebounds gegen Benetton Treviso (Saison 2006/07)

Meiste Steals in einem Spiel:
- Jeff Trepagnier (Ülker Istanbul): 11 Steals gegen KK Partizan Belgrad (Saison 2005/06)

Meiste Blocks in einem Spiel:
- Stojko Vranković (Kinder Bologna): 10 Blocks gegen Cibona Zagreb (Saison 2000/01)

#### Vereine
Höchster Sieg:
- Montepaschi Siena: 63 Punkte Unterschied (112:49) gegen KK Buducnost VOLI (Saison 2002/03)

Längste Siegesserie:
- ZSKA Moskau: 18 Siege in Serie (Saison 2006/07)

Meiste Punkte in einem Spiel:
- Real Madrid: 130 Punkte gegen Anadolu Efes Istanbul (Saison 2023/24)

Meiste Assists in einem Spiel:
- Real Madrid: 33 Assists gegen BK Nischni Nowgorod (Saison 2014/15)
- Real Madrid: 33 Assists gegen Dinamo Sassari (Saison 2014/15)

Meiste Rebounds in einem Spiel:
- Asseco Prokom: 62 Rebounds gegen Montepaschi Siena (Saison 2012/13)

Meiste Steals in einem Spiel:
- Kinder Bologna: 33 Steals gegen CB Estudiantes (Saison 2000/01)

Meiste Blocks in einem Spiel:
- Žalgiris Kaunas: 12 Blocks gegen CB Estudiantes (Saison 2000/01)
- Žalgiris Kaunas: 12 Blocks gegen Asseco Prokom (Saison 2008/09)

Höchste Zuschauerzahl:
- 22.567 in der Belgrad-Arena:  KK Partizan Belgrad gegen  Panathinaikos Athen 63:56 (Saison 2008/09)[15]

## TV-Übertragung
Über das englischsprachige, und kostenpflichtige Internet-Spartenprogramm EuroLeague TV werden die Spiele, Zusammenfassungen und Berichte der EuroLeague und des BKT EuroCup gezeigt. EuroLeague TV ist der offizielle Sender der beiden Wettbewerbe und wird von ihr finanziert. Seit 2015 werden die Spiele mit deutscher Beteiligung auf dem Pay-TV-Sender Magenta Sport (ehemals Telekom Sport) ausgestrahlt. Inzwischen sind dort alle Spiele der EuroLeague sowie des BKT EuroCup zu sehen. An jedem Spieltag wird ein Spiel der EuroLeague kostenlos übertragen.